# Bapsfontein
Bapsfontein este un oraș din provincia Gauteng, Africa de Sud.